# Dysdera tenuistyla
Dysdera tenuistyla este o specie de păianjeni din genul Dysdera, familia Dysderidae, descrisă de Denis, 1961.
Este endemică în Morocco. Conform Catalogue of Life specia Dysdera tenuistyla nu are subspecii cunoscute.